# Шаррон, Луиз
Почтенная Луи́з Шарро́н (фр. Louise Charron, р. 2 марта 1951) — действующий судья Верховного суда Канады. Младший судья с 2004 года. На этот пост она назначена бывшим либеральным премьер-министром Полом Мартином. 13 мая 2011 она объявила об уходе на пенсию с 30 августа 2011.
Является первым франкоонтарийским судьёй Верховного суда. Иногда этот статус приписывают Луиз Арбур, но Арбур родилась и выросла в Квебеке.
В 1972 Шаррон получила степень бакалавра искусств в Карлтонском университете, а бакалавра права — в Оттавском университете в 1975. В 1980 стала преподавать в Оттавском университете.